# Santo Domingo (Chili)
Santo Domingo is een gemeente in de Chileense provincie San Antonio in de regio Valparaíso. Santo Domingo telde 10.900 inwoners in 2017 en heeft een oppervlakte van 536 km².

## Geboren
- José Manuel Balmaceda (1840-1891), president van Chili

- Library of Congress Control Number: no2013036772
- Virtual International Authority File: 172095866